# Carlos Castrillo
Carlos Mauricio Castrillo Alonzo (Città del Guatemala, 16 maggio 1985) è un calciatore guatemalteco, difensore del Comunicaciones.

## Carriera

### Nazionale
Ha partecipato alla CONCACAF Gold Cup nel 2011 e nel 2015; tra il 2008 ed il 2016 ha giocato complessivamente 32 partite nella nazionale guatemalteca.

## Palmarès

### Club

#### Competizioni internazionali
- CONCACAF League: 1

Comunicaciones: 2021